# SHOWTA. BEST
『SHOWTA. BEST』（ショウタ・ベスト）は、SHOWTA.のベストアルバム。2016年7月6日にキングレコードから発売された。
蒼井翔太が「SHOWTA.」名義で音楽活動していた時期の楽曲を収録している。発売形態は通常盤（CD ONLY）と初回限定盤（CD+DVD）の2種類で、初回限定盤にはミュージック・ビデオを収録したDVDが付属する。

## 収録曲

### CD
1. 願い星
作詞：川村真澄、作曲：山口寛雄、編曲：小林信吾・小西貴雄
2. ホタル
作詞：Satomi、作曲：h-wonder、編曲：清水信之
3. Trans-winter 〜冬の向こう側〜
作詞・作曲：為岡そのみ、編曲：華原大輔・REO
4. 雪の音
作詞：川村真澄、作曲：大谷靖夫、編曲：市川淳
5. ひとしずく
作詞：森戸太陽・荘野ジュリ、作曲・編曲：中崎英也
6. Reality
作詞：mavie、作曲：佐久間誠、編曲：U-Key
7. 君に、風が吹きますように
作詞：松井五郎、作曲：本間昭光、編曲：CMJK
8. 春なのに
作詞・作曲：中島みゆき、編曲：坂本昌之
9. 五月雨のうた
作詞：SyunaCo.・村野直球、作曲：檀上鎮孝、編曲：坂本昌之
10. 午前2時のエンジェル
作詞・作曲：かの香織、編曲：長岡成貢
11. ため息ボタン
作詞・作曲・編曲：酒井ミキオ
12. 私の春がはじまる
作詞：高柳恋、作曲・編曲：吉川慶
13. ゆびきり
作詞：mavie、作曲：h-wonder、編曲：小西貴雄
14. ソーセージ
作詞・作曲・編曲：市川淳
15. 光のゲンちゃん
作詞：サエキけんぞう、作曲・編曲：千住明
16. えくぼ
作詞・作曲：新屋豊、編曲：DJ KENT・新屋豊

### DVD
初回限定盤のみ。
1. 願い星 (MV)
2. Trans-winter 〜冬の向こう側〜 (MV)
3. ひとしずく (MV)
4. 君に、風が吹きますように (MV)
5. 春なのに (MV)